# Dipoena bristowei
Dipoena bristowei là một loài nhện trong họ Theridiidae.
Loài này thuộc chi Dipoena. Dipoena bristowei được Lodovico di Caporiacco miêu tả năm 1949.